# František Šimek (učitel)
František Šimek (2. listopadu 1839 Ústí nad Orlicí – 7. června 1900 Soběslav) byl český pedagog a autor učitelských knih.

## Život
Narodil se 2. listopadu 1839 v Ústí nad Orlicí. Absolvoval gymnázium v Litomyšli a poté odešel studovat na Filozofickou fakultu Univerzity Karlovy, kterou úspěšně absolvoval. Od roku 1865 učil na reálce v České Lípě. Po pěti letech začal pracovat jako vychovatel ve šlechtických rodinách. Střídavě učil na školách v Českých Budějovicích a v Soběslavi.
Psal do pedagogických časopisů, hlásil se k herbartismu a vydal několik výchovných a učitelských děl.
Zemřel 7. června 1900 v Soběslavi. Bylo mu 60 let.